# Lactarius parvulus
Lactarius parvulus é um fungo que pertence ao gênero de cogumelos Lactarius na ordem Russulales. Encontrado na América do Norte, foi descrito cientificamente pelo micologista norte-americano William Alphonso Murrill em 1940.